# Glacies wehrlii
Glacies wehrlii is een vlinder uit de familie spanners (Geometridae). De wetenschappelijke naam is voor het eerst geldig gepubliceerd in 1918 door Vorbrodt & Muller-Rutz.
De soort komt voor in Europa.